# Io canto
Albums de Laura Pausini
Live in Paris '05
(2005) San Siro 2007
(2007)
Io canto est un album de Laura Pausini paru en 2006.

## Les titres
| No  | Titre                                              | Auteur                                                         | Durée |
| --- | -------------------------------------------------- | -------------------------------------------------------------- | ----- |
| 1.  | Io canto                                           | Richard Cocciante - Luberti                                    |       |
| 2.  | Due                                                | Raf - Cheope                                                   |       |
| 3.  | Scrivimi                                           | Buonocore - De Vitis                                           |       |
| 4.  | Il mio canto libero (avec Juanes)                  | Battisti - Mogol                                               |       |
| 5.  | Destinazione paradiso                              | Grignani - Luca                                                |       |
| 6.  | Stella gemella                                     | Cogliati - Lavezzi - Ramazzotti - Tosetto                      |       |
| 7.  | Come il sole all'improvviso (avec Johnny Hallyday) | Zucchero - Paoli                                               |       |
| 8.  | Cinque giorni                                      | Zarrillo - Incenzo                                             |       |
| 9.  | La mia banda suona il rock                         | Fossati                                                        |       |
| 10. | Spaccacuore                                        | Bersani - D'Onghia - Dalla                                     |       |
| 11. | Anima fragile                                      | Rossi                                                          |       |
| 12. | Non me lo so spiegare (avec Tiziano Ferro)         | Ferro                                                          |       |
| 13. | Nei giardini che nessuno sa                        | Zero - Riccardi                                                |       |
| 14. | In una stanza quasi rosa                           | Antonacci                                                      |       |
| 15. | Quando                                             | Daniele                                                        |       |
| 16. | Strada facendo                                     | Baglioni                                                       |       |
| 17. | Je chante (io canto)                               | Richard Cocciante - Luberti - Jean-Pierre Lemaire - Pka Kernoa |       |

### Ventes et certifications
| Pays    | Certification    | Ventes certifiées |
| ------- | ---------------- | ----------------- |
| Espagne | Or               | 40 000            |
| France  | Or               | 75 000            |
| Italie  | 8 × Platine + Or | 830 000,          |
| Mexique | Or               | 75 000,           |
| Suisse  | Platine          | 30 000            |